# 恋愛リプレイ
『恋愛リプレイ』（れんあいリプレイ）は、ブシモが提供していた恋愛シミュレーションゲーム。

## 概要
学生時代に叶えられなかった恋を叶えることをコンセプトとした、恋愛シミュレーションゲーム。ヒロインは主人公（プレイヤー）の幼馴染という設定である。主人公たちが通う架空の高校「私立茅ヶ咲学園高等部」が舞台となる。
スタッフ
- 開発元 - インパクト
- Live2D開発 - サイバーノイズ
- キャラクターデザイン - 加茂
- シナリオ - エクス

## 沿革
- 2012年12月6日 - サービス開始。
- 2013年4月7日時点で累計60万ダウンロードを突破[1]。
- 2017年4月 - サービス終了。

## 登場人物
及川 優奈（おいかわ ゆうな）
声 - 三森すずこ
家庭的な年下の幼馴染。高校では陸上部に所属。
八雲 志乃（やくも しの）
声 - 橘田いずみ
年下の不思議系幼馴染。主人公の従妹でもある。高校では美術部に所属。
佐賀 みずほ（さが みずほ）
声 - 石原夏織
年下の純真系幼馴染。高校ではテニス部に所属。
鳥羽 みやこ（とば みやこ）
声 - 小倉唯
期間限定ヒロインとして転校してくる少女。無邪気系幼馴染。登場時点では最年少だった。現在は配信を終了している。
辻堂 むつみ（つじどう むつみ）
声 - 内田真礼
期間限定ヒロインの第2弾。お菓子作りが得意なナイスバディの少女。主人公とは同い年。2013年4月4日から8月4日まで配信された。
紅葉 葵（もみじ あおい）
声 - 佐々木未来
期間限定ヒロインの第3弾。教育実習生。2013年8月5日より配信。

## イベント
クリスマスなど、実際の季節に応じてイベントが用意されている。

## 主題歌
オープニングテーマ「リスタート」
歌 - KOTOKO
エンディングテーマ「Largo」
歌 - KOTOKO

## CM
2012年12月25日から声優が出演する数種類の実写版テレビCMが放映されている。